# Ringhoffer Inscription
La Ringhoffer Inscription est une inscription lapidaire laissée par Alex Ringhoffer et sa famille en 1922-1923 sur la base de la Tower Arch, une arche naturelle dans le comté de Grand, dans l'Utah, aux États-Unis. Protégée au sein du parc national des Arches, elle est inscrite au Registre national des lieux historiques depuis le 6 octobre 1988.